# Pomnik Armii Łódź
Pomnik Chwały Żołnierzy Armii Łódź w Parku Helenów w Łodzi

## Historia
Uroczyste odsłonięcie nastąpiło 10 listopada 2003. Pomnik miał stanąć w Parku Julianowskim, gdzie podczas wojny znajdowała się siedziba Armii „Łódź”, jednak ze względu na negatywną opinię Wydziału Ochrony Środowiska Urzędu Miasta Łodzi, nie powstał w planowanym miejscu.
5 listopada 2004 roku Okręg Łódzki Związku Harcerstwa Rzeczypospolitej objął honorową opiekę nad pomnikiem, przejmując obowiązek kultywowania pamięci o bohaterskiej walce żołnierzy Armii „Łódź”.